# 忠明國小站

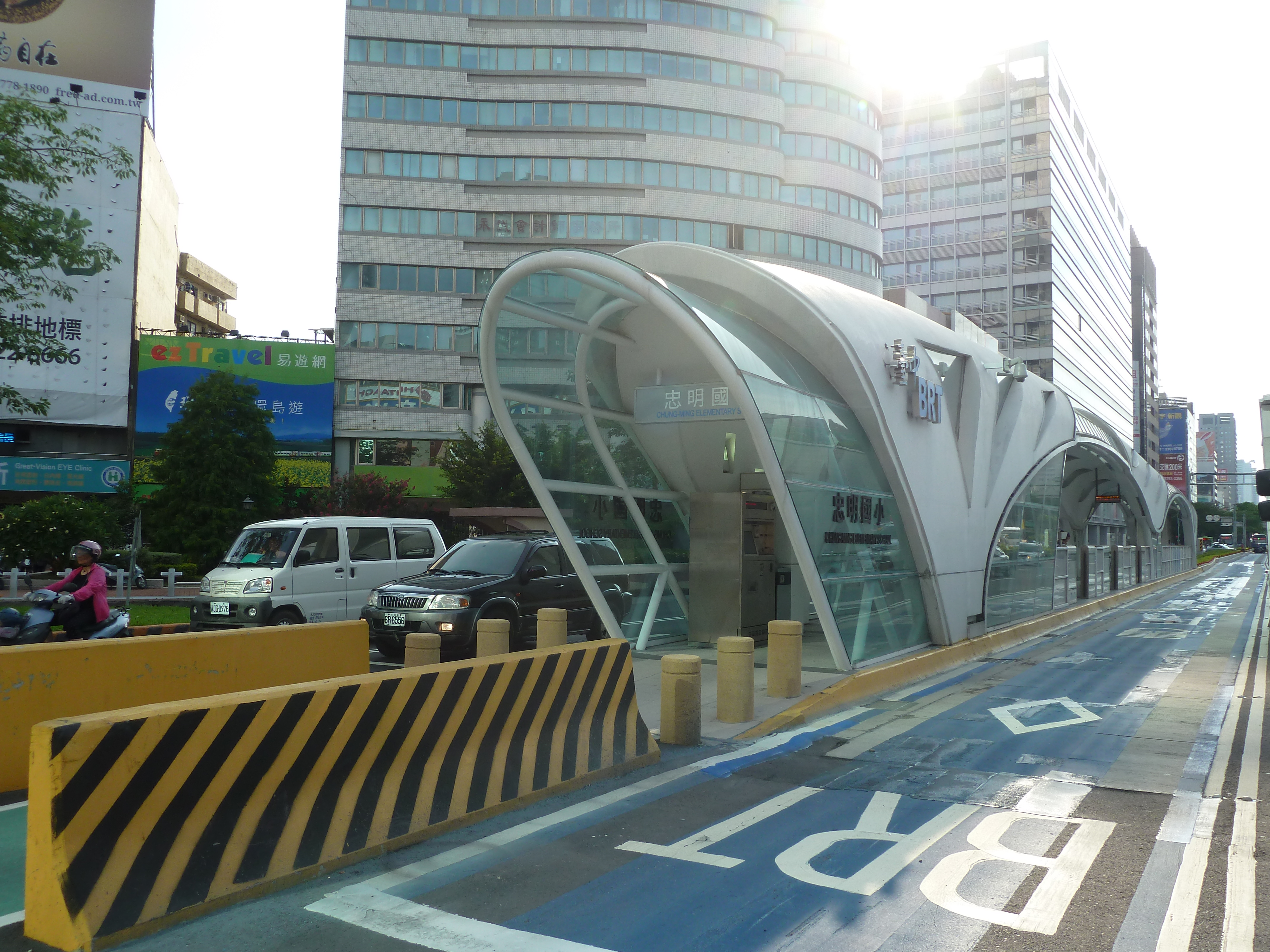
東行方向往台中火車站

24°09′26″N 120°39′35″E / 24.15722°N 120.65972°E
忠明國小站（是位於臺灣臺中市西區的臺灣大道幹線公車站。2014年8月10日啟用時，為台中BRT藍線車站，2015年7月8日轉型為臺灣大道幹線公車站。啟用前舊名稱為「麻園頭」 （页面存档备份，存于）。

## 車站歷史
- 2014年8月10日：正式啟用。
- 2015年7月8日：臺中市快捷巴士系統廢除後，原藍線車站改為臺中市公車臺灣大道幹線的公車站，有臺中市公車300路、301路、302路、303路、304路、305路、306路、307路、308路停靠本站。[1]
- 2017年5月26日：增停機場接駁公車A2路。[2]
- 2017年7月7日：增停309路公車。[3] [4]

## 車站概要
車站位於臺灣大道二段與忠明路、忠明南路口交界地面，於2014年8月10日正式啟用。車站分為兩座地面車站，與BRT專用車道同建於臺灣大道二段兩側的快、慢車道之間，設置單向出口，雙向兩月台站體皆位於忠明路與忠明南路口西側。

## 車站結構

### 車站車道配置
| 慢車道           |                                   |
| 側式月台（西行） |                                   |
| 公車專用車道     | ← 駛往靜宜大學方向（頂何厝站）    |
| 快車道           | 臺灣大道三段                      |
| 快車道           | 臺灣大道三段                      |
| 公車專用車道     | →駛往臺中火車站方向（科博館站） → |
| 側式月台（東行） |                                   |
| 慢車道           |                                   |

### 車站出入口
忠明國小站為兩座地面車站，單向共1處出口，雙向共2處。
- 東行站（往臺中火車站方向）出口設置位置：臺灣大道忠明南路口
- 西行站（往靜宜大學方向）出口設置位置：臺灣大道忠明路口

## 車站週邊
- 精誠商圈
- 臺中市西區忠明國民小學
- I Bike 忠明國小（位於臺灣大道／忠明南路口）
- 臺中捷運藍線忠明國小站(規劃中)

## 公車轉乘資訊
- 忠明國小：48、70、77、79、323、324、325、326
- 忠明臺灣大道口：52

## 腳註
1. ↑  公共運輸處於6月18日公佈優化公車專用道9條公車路線圖 （页面存档备份，存于），臺中市交通局，2015-06-22
2. ↑  .   [2017-07-09]. （原始内容存档于2017-07-03）.
3. ↑  .   [2017-07-09]. （原始内容存档于2017-07-07）.
4. ↑  .   [2017-07-09]. （原始内容存档于2017-07-20）.
5. ↑  . 臺中市政府. 2014-07-31  [2014-09-05]. （原始内容存档于2015-09-24） （中文（臺灣））.
6. ↑  . 技師好康報. 2013年12月26日  [2014-09-05]. （原始内容存档于2016-01-22） （中文（臺灣））.